# Vatini (cortesà)
Vatini (en llatí Vatinius) va ser un cortesà de Neró, nadiu de Beneventum. Tàcit diu que era una de les persones més odioses de la cort de l'emperador.
Es diu que era deforme de cos i amb la ment embogida. Va exercir diversos oficis humils, i primer era aprenent de sabater. Després va ser bufó (scurrae) i va obtenir gran riquesa i poder acusant als més destacats homes de l'estat davant de Neró. Dió Cassi explica una facècia d'ell que va agradar molt a l'emperador. Era ben sabuda l'animadversió que Neró tenia pel senat, i un dia va dir-li: "T'odio Cèsar perquè ets senador".
Una classe de gots amb nasi o brocs van portar el nom de vatinii, probablement perquè els va posar de moda. Juvenal parla de les copes vatínies, i Marcial el menciona en un epigrama.